# Ayub Daud
Ayub Daud (arabisch أيوب داؤود Ayyub Da'ud, DMG Aiyūb Dāʾūd; * 24. Februar 1990 in Mogadischu) ist ein ehemaliger somalischer Fußballspieler. Daud wurde sowohl als linker Außenspieler im Mittelfeld als auch im Sturm eingesetzt.

## Karriere

### Verein
Daud kam im Alter von fünf Jahren mit seiner Familie ins norditalienische Cuneo und spielte anfangs für den ortsansässigen Klub AC Cuneo. Ab 2000 stand Daud bei Juventus Turin unter Vertrag, wo er alle Jugendmannschaften durchlief. 2009 gewann er mit der Primavera von Juventus, für die er seit 2007 spielte, das prestigereiche Torneo di Viareggio und wurde bei diesem Turnier mit acht Treffern Torschützenkönig.
Sein Debüt in der Profimannschaft der Juventus gab Daud am 14. März 2009 beim 4:1-Heimsieg im Serie-A-Spiel gegen den FC Bologna, als er von Trainer Claudio Ranieri in der 88. Minute für Sebastian Giovinco eingewechselt wurde. Daud ist der erste somalische Spieler der Geschichte, der in der höchsten italienischen Spielklasse eine Partie bestritt.
Im Juli 2009 wechselte er leihweise zum FC Crotone. Anschließend folgten weitere Leihgeschäften mit unterklassigen Klubs. Nach Stationen bei der AC Lumezzane, Cosenza Calcio und der AS Gubbio wechselte Daud im Jahr 2013 zum FC Chiasso in die Schweiz. Dort spielte er in der Saison 2012/13 neunmal in der Challenge League. Im August 2013 verpflichtete ihn der ungarische Verein Honvéd Budapest, wo er bis 2015 unter Vertrag stand und danach im Sommer des Jahres seine Karriere beendete.

### Nationalmannschaft
Um das Jahr 2009 herum war er auch bei der somalischen U-20-Nationalmannschaft aktiv. Ab dem Jahr 2011 bekam er schließlich auch im Trikot der A-Mannschaft Einsätze.

## Erfolge
- Supercoppa Italiana Primavera: 2007
- Torneo di Viareggio: 2009